# 权五铉
权五铉（韓語： 권오현，英語： Kwon Oh-Hyun），韓國三星电子前CEO兼副會長。

## 生平
2013年，他入選时代杂志“年度全球100位最具影响力人物”。他毕业于首爾國立大學電機系全日制本科，擁有韓國科學技術院電機碩士及斯坦福大学電機博士學位。